# Joaquim Camps
Joaquim Camps i Giralt (Barcelona, 1951) es un escultor español, nieto del también escultor Josep Maria Camps i Arnau.

## Biografía
Como su abuelo, que desarrolló la mayor parte de su obra en el distrito de Gracia, ha estado muy vinculado a este popular barrio barcelonés, donde tiene dos de sus obras: Reloj de sol (1986), en la Plaza del Sol, y A Rovira i Trias (1990), en la plaza homónima. Aunque actualmente vive en  Llinars del Vallés, Camps se considera un «graciense exiliado». Ha sido el autor de la restauración escultórica de las almenas del Colegio de las Teresianas, de Antoni Gaudí. Precisamente, una de sus obras más conocidas es un homenaje al famoso arquitecto, A Antoni Gaudí (1999), situada en otra de las obras del genio modernista, el Portal Miralles.

## Obras
- Reloj de sol (1986), Barcelona.
- A Rovira i Trias (1990), Barcelona.
- Monumento a las personas asesinadas en los campos nazis (1991), Mollet del Vallés.
- Lector de prensa (1993), Mollet del Vallés.
- A Antoni Gaudí (1999), Barcelona.
- Escultura emblema del CEIP Salvador Sanromà de Llinars del Vallés (2008).